# شاين داون
شاين داون (بالإنجليزية: Shinedown)‏ هي فرقة روك أمريكية من جاكسونفيل (فلوريدا). أنشئت من قبل «برنت سميث» سنة 2001 بعد حل فرقته القديمة. بينما سميث لا يزال ضمن عقد مع تسجيلات أتلانتيك، قام بجمع الفرقة الأصلي التي تتكون من «جاسن تود» عازف الإيتار، «براد ستيوارت» على البيس و «باري كيرتش» على الطبول.أصدرت الفرقة خمسة ألبومات هي:
- «اترك همسة» (Leave a Whisper) (2003)
- «نحن وهُم» (Us and Them) (2005)
- «صوت الجنون» (The Sound of Madness) (2008)
- «نرجس» (Amaryllis) (2012)
- «تهديد على الحياة» (Threat to Survival) (2015)

شاين داون باعت أكثر من عشرة ملايين ألبوم في جميع أنحاء العالم، وكان له أحد عشر أغنية فردية الفردي على لائحة بيلبورد (مجلة).

## الأسلوب الموسيقي
تم وصف موسيقى شاينداون  بأنها هارد روك، ميتال بديل، بوست-غرنج.

في أغسطس 2013، «كيرتش» اختلف مع النوع المنسوب إلى الفرقة قائلا: «نحن مجرد فرقة روك أند رول» في حين يقر بأن كل ألبوم قد وضع له صوت موسيقي مختلف بشكل ملحوظ.

تسمية النيو ميتال اطلقت على أعمال الفرقة في وقت سابق من قبل الصحفيين في بعض الأحيان، على الرغم من أن الفرقة خالفت تلك التسمية.
أول ألبوم للفرقة «اترك همسة» بقيت إلى حد كبير بعيدا عن احتواء أية معزوفة غيتار منفردة، الشيء الذي أعتبره «تود» (عازف الإيتار آنذاك) نظرا لشعبية نيو ميتال في وقت تسجيل الألبوم، مع أنه اعتبر أن الفرقة ليست جزءا من تلك الحركة. مع تراجع شهرة النيو ميتال في منتصف العقد الأول للقرن الجاري، شرعوا بإضافة معزوفات غيتار منفردة إلى موسيقاهم بشكل أكثر، بدءا من الألبوم «نحن وهم».

## روابط خارجية
- شاين داون على موقع IMDb (الإنجليزية)
- شاين داون على موقع ميوزك برينز (الإنجليزية)
- شاين داون على موقع أول ميوزيك (الإنجليزية)
- شاين داون على موقع ديسكوغز (الإنجليزية)